# Rafael Lorente Mourelle
Rafael Lorente Mourelle (Montevideo, 21 de marzo de 1940), arquitecto y artista plástico uruguayo.

## Biografía
Hijo de Cristina Mourelle Ruano y el arquitecto Rafael Lorente Escudero.
Egresado de la Facultad de Arquitectura de la Universidad de la República con el título de arquitecto.
Comenzó a trabajar en el estudio de su padre; en ese entonces, participó en el proyecto y construcción de la Sede de AEBU.
Posteriormente se asoció con su colega Fernando Giordano para fundar el Estudio Giordano/Lorente.
En los años 1980 integró la comisión a cargo de la reconstrucción del Estudio Auditorio del Sodre.
Son de su autoría los reciclajes del Centro Cultural de España en Montevideo, la embajada y Centro Cultural de México y la nueva sede del Museo Gurvich, así como el nuevo edificio del Liceo Francés de Montevideo, frente al puerto del Buceo. También merece mencionarse la tensoestructura en la céntrica Plaza Fabini.
Otra faceta de su actividad son las artes plásticas. Alumno del Taller Torres García, sus maestros fueron José Gurvich y Guillermo Fernández. Es autor del Monumento a la Justicia, ubicado frente a la Suprema Corte de Justicia.
En 2001 recibió el Premio Morosoli de Plata. En 2015 el Museo Nacional de Artes Visuales realizó una exposición retrospectiva de su carrera artística.